# Brani musicali di Takako Ohta
I brani musicali di Takako Ohta comprendono tutte le canzoni da lei interpretate ed incise nei suoi dischi, a partire dal debutto con L'incantevole Creamy.

## Brani musicali legati aL'incantevole Creamy
| Data              | Titolo                                                              | Testo            | Musica          | Album d'incisione                                                      | Note                                                        |
| ----------------- | ------------------------------------------------------------------- | ---------------- | --------------- | ---------------------------------------------------------------------- | ----------------------------------------------------------- |
| 25 luglio 1983    | Delicate ni sukishite (デリケートに好きして?)                       | Yoshiaki Furuta  | Yoshiaki Furuta | - Maho no tenshi Creamy Mami - Creamy Takako                           | Singolo di debutto di Takako Ohta                           |
| 25 luglio 1983    | Pajama no mama de (パジャマのままで?)                               | Yoshiaki Furuta  | Yoshiaki Furuta | - Maho no tenshi Creamy Mami - Creamy Takako                           |                                                             |
| 25 settembre 1983 | Bin kan rouge (BIN･KANルージュ?)                                    | Yuho Iwasato     | Toshio Kamei    | - Maho no tenshi Creamy Mami - Creamy Takako                           |                                                             |
| 25 settembre 1983 | Yu no Creamy Mami (優のクリィミーマミ?)                             | Yoshiaki Furuta  | Yoshiaki Furuta | Maho no tenshi Creamy Mami                                             |                                                             |
| 25 settembre 1983 | Sasayaite ju tēmu - Je t' aime - (囁いてジュ・テーム－Je t'aime－?) | Tomoko Aran      | Tetsuro Oda     | - Maho no tenshi Creamy Mami - Creamy Takako                           |                                                             |
| 25 giugno 1984    | LOVE sarigenaku (LOVE さりげなく?)                                  | Yoshiko Miura    | Yuichiro Oda    | - Maho no tenshi Creamy Mami - Creamy Takako                           |                                                             |
| 25 giugno 1984    | Beautiful shock ((美衝撃(ビューティフル・ショック)?)                | Tomoko Aran      | Tetsuro Oda     | - Maho no tenshi Creamy Mami - Creamy Takako                           |                                                             |
| 25 aprile 1986    | Heart no SEASON (ハートのSEASON?)                                   | Hisayoshi Onda   | Yuji Ozeki      | - Mahō no tenshi kuryimīmami rongu guddobai ongaku-hen - Long good-bye | Sigla di apertura dell'OAV Il lungo addio                   |
| 25 aprile 1986    | Gāruzu tōku (ガールズ・トーク?)                                     | Kumiko Tomoi     | Yuji Ozeki      | - Mahō no tenshi kuryimīmami rongu guddobai ongaku-hen - Long good-bye | Sigla di chiusura dell'OAV Il lungo addio                   |
| 25 gennaio 1986   | Mahō no sunadokei (魔法の砂時計?)                                   | Tomomi Mochizuki | Tadashi Namba   | Curtain Call                                                           |                                                             |
| 25 gennaio 1986   | I Can't Say "Bye-Bye"                                               | Yoshiaki Furuta  | Yoshiaki Furuta | Curtain Call                                                           |                                                             |
| 25 gennaio 1986   | MA・WA・LE・MI・GI                                                  | Yoshiaki Furuta  | Yoshiaki Furuta | Curtain Call                                                           | Cantata in coppia con Saeko Shimatzu (Duenote/Megumi Ayase) |
| 24 dicembre 2008  | Delicate ni sukishite (21st century ver.)                           | Yoshiaki Furuta  | Yoshiaki Furuta | Singolo: Delicate ni sukishite (21st century ver.)                     | Versione reinterpretata                                     |
| 24 dicembre 2008  | LOVE sarigenaku (21st century ver.)                                 | Yoshiko Miura    | Yuichiro Oda    | Singolo: Delicate ni sukishite (21st century ver.)                     | Versione reinterpretata                                     |
| 24 dicembre 2008  | Bin kan rouge                                                       | Yuho Iwasato     | Toshio Kamei    | Singolo: Delicate ni sukishite (21st century ver.)                     | Versione reinterpretata                                     |
| 24 dicembre 2008  | Heart no SEASON                                                     | Hisayoshi Onda   | Yuji Ozeki      | Singolo: Delicate ni sukishite (21st century ver.)                     | Versione reinterpretata                                     |
| 24 dicembre 2008  | Zutto Kitto Motto                                                   | Hisayoshi Onda   | Yuji Ozeki      | Singolo: Delicate ni sukishite (21st century ver.)                     | Duetto tra Yu Morisawa e Toshio Otomo                       |

1. ↑  Qui è indicato l'album colonna sonora de L'incantevole Creamy e l'album della discografia di Takako Ohta in cui è pubblicato

## Brani musicali incisi per la Tokuma Japan Records
| Data              | Titolo                                                                                  | Testo            | Musica                            | Album d'incisione                                                             | Note                                                        |
| ----------------- | --------------------------------------------------------------------------------------- | ---------------- | --------------------------------- | ----------------------------------------------------------------------------- | ----------------------------------------------------------- |
| 25 luglio 1984    | Natsu ni awatenaide (夏にあわてないで?)                                                 | Hisayoshi Onda   | Koji Tamaki                       | Creamy Takako                                                                 |                                                             |
| 25 luglio 1984    | Bijin monogatari (美人物語?)                                                            | Hisayoshi Onda   | Koji Tamaki                       | Creamy Takako                                                                 |                                                             |
| 25 agosto 1984    | Kare o aishita ronrī kyatto (彼を愛したロンリー・キャット?)                             | Kazuko Kobayashi | Tsunehiro Izumi                   | Creamy Takako                                                                 |                                                             |
| 25 agosto 1984    | Saikai in za Rain (再会イン・ザ・Rain?)                                                 | Hisayoshi Onda   | Koji Tamaki                       | Creamy Takako                                                                 |                                                             |
| 25 agosto 1984    | For You - ai anata ni - (For You －愛あなたに－?)                                       | Tomoko Aran      | Tsunehiro Izumi                   | Creamy Takako                                                                 |                                                             |
| 25 agosto 1984    | Mō tenshi janai (もう天使じゃない?)                                                     | Yuho Iwasato     | Toshio Kamei                      | Creamy Takako                                                                 |                                                             |
| 25 novembre 1984  | Heartbreak Mistake                                                                      | Tomoko Aran      | Toshio Kamei                      | Gradation                                                                     |                                                             |
| 25 novembre 1984  | Koi wa Hurry Up (恋はHurry Up?)                                                         | Tomoko Aran      | Masao Nakajima                    | Gradation                                                                     |                                                             |
| 16 dicembre 1984  | June nakaide (June泣かないで?)                                                          | Hisayoshi Onda   | Etsuko Yamakawa                   | Gradation                                                                     |                                                             |
| 16 dicembre 1984  | Good-bye Mr. Ekisutora (Good-bye Mr.エキストラ?)                                        | Tomoko Aran      | Etsuko Yamakawa                   | Gradation                                                                     |                                                             |
| 16 dicembre 1984  | Fushiginokuni e tsuretette- (不思議の国へ連れてって?)                                   | Tomoko Aran      | Kunio Matsumura                   | Gradation                                                                     |                                                             |
| 16 dicembre 1984  | Misty Dreamer (Misty Dreamer?)                                                          | Tomoko Aran      | Toshio Kamei                      | Gradation                                                                     |                                                             |
| 16 dicembre 1984  | Hoshikuzu no emōshon (もう天使じゃない?)                                                | Yuho Iwasato     | Toshio Kamei                      | Gradation                                                                     |                                                             |
| 16 dicembre 1984  | Ryūsei shōkōgun (流星症候群?)                                                           | Hisayoshi Onda   | Tsunehiro Izumi                   | Gradation                                                                     |                                                             |
| 16 dicembre 1984  | Wan nyan rabu kyōsō kyoku (ワン・ニャン・Love狂騒曲?)                                   | Tomoko Aran      | Masao Nakajima                    | Gradation                                                                     |                                                             |
| 16 dicembre 1984  | Otona ni narenai (大人になれない?)                                                      | Tomoko Aran      | Yayoi Tanaka                      | Gradation                                                                     |                                                             |
| 25 marzo 1985     | Tenshi no mirakuru (天使のミラクル?)                                                    | Kumiko Tomoi     | Tetsuro Oda                       | Creamy Takako Special                                                         | Pubblicato anche nell'album Long good-bye                   |
| 25 marzo 1985     | Anata ni ichiban kiku kusuri (あなたに一番効く薬?)                                      | Kumiko Tomoi     | Ryo Matsuda                       | Creamy Takako Special                                                         | Pubblicato anche nell'album Long good-bye                   |
| 25 luglio 1985    | Hīrō wa nakanai (ヒーローは泣かない?)                                                   | Hisayoshi Onda   | Hisayoshi Onda                    | Long good-bye                                                                 |                                                             |
| 25 luglio 1985    | Shiokaze no kurēdoru (潮風のCradle?)                                                    | Hisayoshi Onda   | Etsuko Yamakawa                   | Long good-bye                                                                 |                                                             |
| 25 luglio 1985    | Fantastic Rain (Fantastic Rain?)                                                        | Kumiko Tomoi     | Tadashi Namba                     | Long good-bye                                                                 |                                                             |
| 25 luglio 1985    | Pinku, pinku, pinku (ぴんく、ピンク、ＰＩＮＫ?)                                         | Kayoko Fuyumori  | Yusuke Honma                      | Long good-bye                                                                 |                                                             |
| 25 luglio 1985    | Senchimentarurepōto (センチメンタルレポート?)                                           | Kumiko Tomoi     | Shigeaki Saegusa                  | Long good-bye                                                                 |                                                             |
| 25 luglio 1985    | Hitori botchi no endingu (美ひとりぼっちのエンディング?)                                | Hisayoshi Onda   | Etsuko Yamakawa                   | Long good-bye                                                                 |                                                             |
| 25 luglio 1985    | Long Good-Bye (Long Good-Bye?)                                                          | Eiko Yamane      | Yoshiyuki Sahashi                 | Long good-bye                                                                 |                                                             |
| 25 novembre 1985  | Koi shitara derikashī (恋したらデリカシー?)                                             | Ichiko Takehana  | Etsuro Wakako                     | - Mi-n-na GENKI (versione live) - Golden Best (versione singolo in studio)    |                                                             |
| 25 novembre 1985  | Dancin'Walkin'                                                                          | Tomoko Aran      | Etsuko Yamakawa                   | - Mi-n-na GENKI (versione live) - Best Sellection (versione singolo in studio |                                                             |
| 25 febbraio 1986  | Wasure China no aoi tori (忘れチャイナの青い鳥?)                                        | Chinfa Kan       | Shunichi Tokura                   | 200%                                                                          |                                                             |
| 25 febbraio 1986  | Harō MR. Iesutadi (ハローMR．イエスタディ?)                                             | Chinfa Kan       | Shunichi Tokura                   | 200%                                                                          |                                                             |
| 25 marzo 1986     | COOLna ningyo (COOLな人魚?)                                                             | Hisayoshi Onda   | Etsuro Wakako                     | 200%                                                                          |                                                             |
| 25 marzo 1986     | Kibun wa mi su to re su (気分はミ・ス・ト・レ・ス?)                                     | Asako Yano       | Kingo Hamada                      | 200%                                                                          |                                                             |
| 25 marzo 1986     | Dokete! ! (DANCE AWAY) (どけて!!（DANCE AWAY)?)                                         | Norie Kanzawa    | Takamune Negishi                  | 200%                                                                          |                                                             |
| 25 marzo 1986     | Toriaezu Night more (とりあえず Night more?)                                            | Tetsuya Chiaki   | Yuichiro Oda                      | 200%                                                                          |                                                             |
| 25 marzo 1986     | Okurete kita BIRTHDAY (遅れてきたBIRTHDAY?)                                             | Hisayoshi Onda   | Takako Ohta                       | 200%                                                                          |                                                             |
| 25 marzo 1986     | Voice Stranger (Voice Stranger?)                                                        | Tetsuya Chiaki   | Yuichiro Oda                      | 200%                                                                          |                                                             |
| 25 marzo 1986     | The Changes You Give Me                                                                 | John Bateson     | Shunichi Tokura                   | 200%                                                                          |                                                             |
| 25 marzo 1986     | Natsu o matsu shōnen (夏を待つ少年?)                                                    | Asaku Seira      | Shunichi Tokura                   | 200%                                                                          |                                                             |
| 25 agosto 1986    | Mōtāpūru de kuchi dzuke o (モータープールでくちづけを?)                                 | Ken Takahashi    | Ken Takahashi                     | Backseat Lovers                                                               | Pubblicato anche nell'album Want                            |
| 25 agosto 1986    | Mayonaka no suteppu (真夜中のステップ?)                                                 | Ken Takahashi    | Ken Takahashi                     | Backseat Lovers                                                               | Pubblicato anche nell'album Want                            |
| 25 agosto 1986    | Uwakina tina u~oresu (But, She' s so shy!) (浮気なティナ・ウォレス(But,She's so shy!)?) | Ken Takahashi    | Ken Takahashi                     | Backseat Lovers                                                               | Pubblicato anche nell'album Want                            |
| 25 agosto 1986    | Backseat Lovers                                                                         | Ken Takahashi    | Ken Takahashi                     | Backseat Lovers                                                               | Pubblicato anche nell'album Want                            |
| 25 ottobre 1986   | Hitori botchi no S. O. S (ひとりぼっちの S.O.S?)                                        | Ken Takahashi    | Ken Takahashi                     | Want                                                                          |                                                             |
| 25 ottobre 1986   | Atarashī Destiny (新しいDestiny?)                                                       | Kazuko Kobayashi | Ken Takahashi                     | Want                                                                          |                                                             |
| 25 ottobre 1986   | Mōtāpūru de kuchi dzuke o (モータープールでくちづけを?)                                 | Yuho Iwasato     | Ken Takahashi                     | Want                                                                          |                                                             |
| 25 ottobre 1986   | Uwakina tina u~oresu (But, She' s so shy!) (浮気なティナ・ウォレス(But,She's so shy!)?) | Ken Takahashi    | Ken Takahashi                     | Want                                                                          |                                                             |
| 25 ottobre 1986   | WANT                                                                                    | Yuho Iwasato     | Ken Takahashi                     | Want                                                                          |                                                             |
| 25 ottobre 1986   | CHAMELEON GIRL                                                                          | Yuho Iwasato     | Ken Takahashi                     | Want                                                                          |                                                             |
| 25 ottobre 1986   | Foolish Boy                                                                             | Yuho Iwasato     | Ken Takahashi                     | Want                                                                          |                                                             |
| 25 aprile 1987    | Kanjitai Emotion (感じたいEmotion?)                                                     | Takazuko Saka    | Takeru Sato                       | Pop Station                                                                   |                                                             |
| 25 aprile 1987    | Iesunara dakishimete (イエスなら抱きしめて?)                                            | SHOW             | Minoru Yamazaki                   | Golden Best                                                                   | Inedito su album fino all'uscita della raccolta Golden Best |
| 25 maggio 1987    | ZONE                                                                                    | Haruo Chikada    | Yutaka Fukuoka                    | Pop Station                                                                   |                                                             |
| 25 maggio 1987    | Yume I Love You (夢で I Love You?)                                                      | Axiom Sato       | Shinobu Narita                    | Pop Station                                                                   |                                                             |
| 25 maggio 1987    | Hi-LITTLE ANGEL (夢で I Love You?)                                                      | Axiom Sato       | Shinobu Narita                    | Pop Station                                                                   |                                                             |
| 25 maggio 1987    | Passhon (パッション?)                                                                   | Hayakawa Kei     | Yutaka Fukuoka                    | Pop Station                                                                   |                                                             |
| 25 maggio 1987    | Kanashimi o koete (悲しみをこえて?)                                                     | Hayakawa Valley  | Kazuhito Murata                   | Pop Station                                                                   |                                                             |
| 25 maggio 1987    | HAVE A GOOD TIME                                                                        | Mikanichi        | Shigeru Suzuki                    | Pop Station                                                                   |                                                             |
| 25 maggio 1987    | Doyōbi wa nemurenai (土曜日は眠れない?)                                                 | Mioko Yamaguchi  | Mioko Yamaguchi                   | Pop Station                                                                   |                                                             |
| 25 maggio 1987    | Rifurein (リフレイン?)                                                                  | Hayakawa Kei     | PANTA                             | Pop Station                                                                   |                                                             |
| 25 maggio 1987    | Sukoshi sunao ni (少し素直に ?)                                                         | Hayakawa Valley  | Kazuhito Murata                   | Pop Station                                                                   |                                                             |
| 25 maggio 1987    | Farewell To Sorrow                                                                      | Hayakawa Valley  | Kazuhito Murata                   | Pop Station                                                                   | Brano cantato in inglese sulla melodia di Kanashimi o koete |
| 25 luglio 1987    | Be My Life                                                                              | Takazuko Saka    | Ennio Tricomi e Romano Trevisammi | Takako Ohta Bestests!                                                         |                                                             |
| 25 luglio 1987    | Machikado no Billy the Kid (街角のビリー・ザ・キッド?)                                  | Ken Takahashi    | Ken Takahashi                     | Truth                                                                         |                                                             |
| 25 luglio 1987    | Getsuyōbi wa daikirai (月曜日は大嫌い?)                                                 | Ken Takahashi    | Ken Takahashi                     | Truth                                                                         |                                                             |
| 25 settembre 1987 | Truth                                                                                   | Ken Takahashi    | Ken Takahashi                     | Truth                                                                         |                                                             |
| 25 settembre 1987 | Mad Love                                                                                | Ken Takahashi    | Ken Takahashi                     | Truth                                                                         |                                                             |
| 25 settembre 1987 | Seruroido no jenī (セルロイドのジェニー?)                                               | Ken Takahashi    | Ken Takahashi                     | Truth                                                                         |                                                             |
| 25 settembre 1987 | Tsukikage o minaide (月影を見ないで?)                                                   | Ken Takahashi    | Ken Takahashi                     | Truth                                                                         |                                                             |
| 25 settembre 1987 | 15-Sai no Suicide (15才のSuicide?)                                                      | Ken Takahashi    | Ken Takahashi                     | Truth                                                                         |                                                             |
| 25 settembre 1987 | Convenience Dance                                                                       | Ken Takahashi    | Ginji Ito                         | Truth                                                                         |                                                             |
| 25 settembre 1987 | Daisuwokorogase (ダイスをころがせ?)                                                     | Ken Takahashi    |                                   | Truth                                                                         |                                                             |
| 25 settembre 1987 | STEADY                                                                                  | Ken Takahashi    | Shiro Sato                        | Truth                                                                         |                                                             |
| 25 settembre 1987 | Sayonara Little Girl (さよなら Little Girl?)                                            | Ken Takahashi    | Ken Takahashi                     | Truth                                                                         |                                                             |
| 25 maggio 1988    | 1988 - From Tokyo                                                                       | Ken Takahashi    | Ken Takahashi                     | Here, There, Nowhere                                                          |                                                             |
| 25 maggio 1988    | Action!                                                                                 | Ken Takahashi    | Ken Takahashi                     | Here, There, Nowhere                                                          |                                                             |
| 25 maggio 1988    | Noppo no Jon to to~uinkuru sutā (のっぽのジョンとトゥインクル・スター?)                 | Ken Takahashi    | Ken Takahashi                     | Here, There, Nowhere                                                          |                                                             |
| 25 maggio 1988    | After Hours                                                                             | Yuho Iwasato     | Takako Ohta                       | Here, There, Nowhere                                                          |                                                             |
| 25 maggio 1988    | Get Enough                                                                              | Yuho Iwasato     | Ken Takahashi                     | Here, There, Nowhere                                                          |                                                             |
| 25 maggio 1988    | Nowhere Girl                                                                            | Ken Takahashi    | Ken Takahashi                     | Here, There, Nowhere                                                          |                                                             |
| 25 maggio 1988    | Stray Planet                                                                            | Ken Takahashi    | Ken Takahashi                     | Here, There, Nowhere                                                          |                                                             |
| 25 maggio 1988    | Bīto ni idakarete (ビートに抱かれて?)                                                   | Ken Takahashi    | Minoru Yamazaki                   | Here, There, Nowhere                                                          |                                                             |
| 25 maggio 1988    | Bad Boy                                                                                 | Ken Takahashi    | Ken Takahashi                     | Here, There, Nowhere                                                          |                                                             |
| 25 maggio 1988    | Guitar Boy (in the rain)                                                                | Ken Takahashi    | Ken Takahashi                     | Here, There, Nowhere                                                          |                                                             |

## Brani musicali incisi per la NEC Avenue
| Data            | Titolo | Testo                                                        | Musica                                                       | Album d'incisione | Note                                |
| --------------- | --- | ------------------------------------------------------------ | ------------------------------------------------------------ | ----------------- | ----------------------------------- |
| 5 febbraio 1988 | Dakishimetai kon'ya wa (抱きしめたい今夜は?)                                                                | Xu Yingzi                                                    | Gekou Yaxing                                                 | Thanks            |                                     |
| 5 febbraio 1988 | Girlfriend                                                                                                  | Babyface, L.A. Reid adattamento in giapponese: Takazuko Saka | Babyface, L.A. Reid adattamento in giapponese: Takazuko Saka | Thanks            | Cover dell'omonimo brano di Pebbles |
| 5 febbraio 1988 | Niji o wataru shōnen (虹を渡る少年?)                                                                        | Anju Mana                                                    | Hitoshi Haba                                                 | Thanks            |                                     |
| 5 febbraio 1988 | Mirai wa kimi no naka ni (未来は君の中に?)                                                                  | Yumi Yoshimoto                                               | Wataru Kuniyasu                                              | Thanks            |                                     |
| 5 febbraio 1988 | Get Tomorrow                                                                                                | Takazuko Saka                                                | Takashi Tsushimi                                             | Thanks            |                                     |
| 5 febbraio 1988 | Hurry Up!                                                                                                   | Takazuko Saka                                                | Yuji Otaguro                                                 | Thanks            |                                     |
| 5 febbraio 1988 | Mannekin (マネキン?)                                                                                        | Anju Mana                                                    | Miura Ichinen                                                | Thanks            |                                     |
| 5 febbraio 1988 | With You | Takazuko Saka                                                | Gekou Yaxing                                                 | Thanks            |                                     |
| 5 febbraio 1988 | Thanks | Anju Mana                                                    | Takashi Tsushimi                                             | Thanks            |                                     |
| 5 febbraio 1988 | See You Again                                                                                               | Xu Yingzi                                                    | Yuji Otaguro                                                 | Thanks            |                                     |
| 21 ottobre 1989 | MAGICIAN ～in the midnight～                                                                                | Yoshiko Miura                                                | Julia                                                        | Magician          |                                     |
| 21 ottobre 1989 | Rasuto chansu (ラストチャンス?)                                                                             | Hideyuki Yamamoto                                            | Masato Ishida                                                | Magician          |                                     |
| 21 ottobre 1989 | Hāto de dakishimete (ハートで抱きしめて?)                                                                   | Takazuko Saka                                                | Takako Ohta                                                  | Magician          |                                     |
| 21 ottobre 1989 | Can' t hear the whisper ~ sasayaki wa kikoenai ~ (Can't hear the whisper ～囁きは聞こえない～?)             | Yoshiko Miura                                                | Julia                                                        | Magician          |                                     |
| 21 ottobre 1989 | Pretender                                                                                                   | Takazuko Saka                                                | Bobby Watson                                                 | Magician          |                                     |
| 21 ottobre 1989 | Merry-go-round                                                                                              | Hideyuki Yamamoto                                            | Masaya Ozeki                                                 | Magician          |                                     |
| 21 ottobre 1989 | Colorful girl                                                                                               | Takazuko Saka                                                | Yuji Otaguro                                                 | Magician          |                                     |
| 21 ottobre 1989 | Kinō yori mo itoshi teru~ (昨日よりも愛してる?)                                                             | Yoshiko Miura                                                | Masayuki Iwata                                               | Magician          |                                     |
| 21 ottobre 1989 | Serious Love                                                                                                | Takazuko Saka                                                | Yuji Otaguro                                                 | Magician          |                                     |
| 21 ottobre 1989 | Mōichido (もう一度?)                                                                                        | Hideyuki Yamamoto, David Wyman e Jacob P. Wheeler            | David Wyman e Jacob P.Wheeler                                | Magician          |                                     |
| 21 luglio 1990  | Kimi wa tenshi janai' (君は天使じゃない?)                                                                   | Shinaro Hirai                                                | Hideya Nakazaki                                              | Heart of Eyes     |                                     |
| 21 luglio 1990  | Makenaide ~ God Bless You ~'' (負けないで ～God Bless You～?)                                               | Sho Shikawa                                                  | Yuji Otaguro                                                 | Heart of Eyes     |                                     |
| 21 luglio 1990  | The Wonderlust                                                                                              | Shinaro Hirai                                                | Ichiro Haneda                                                | Heart of Eyes     |                                     |
| 21 luglio 1990  | Open your eyes                                                                                              | Takako Ohta                                                  | Takako Ohta                                                  | Heart of Eyes     |                                     |
| 21 luglio 1990  | 8 Tsuki no asa no monorōgu (８月の朝のモノローグ?)                                                          | Shinaro Hirai                                                | Masaya Ozeki                                                 | Heart of Eyes     |                                     |
| 21 luglio 1990  | Dejabu ni dengon (デジャブに伝言?)                                                                          | Sho Shikawa                                                  | Hitoshi Haba                                                 | Heart of Eyes     |                                     |
| 21 luglio 1990  | Aogachiru (青が散る?)                                                                                       | Sho Shikawa                                                  | Saya Yumishima                                               | Heart of Eyes     |                                     |
| 21 luglio 1990  | Sutāryī sutāryī naito ～Starry Starry Night～ (スターリィー・スターリィー・ナイト～Starry Starry Night～?)} | Shinaro Hirai                                                | Masato Ishida                                                | Heart of Eyes     |                                     |
| 21 luglio 1990  | Garasu no shabontama (ガラスのシャボン玉?)                                                                  | Sho Shikawa                                                  | Junko Yagami e John Stanley                                  | Heart of Eyes     |                                     |
| 21 luglio 1990  | Ibiza | Sho Shikawa                                                  | Mikiya Takano                                                | Heart of Eyes     |                                     |

## Brani con altre case discografiche
| Data            | Titolo                                      | Testo            | Musica           | Album d'incisione                                | Note |
| --------------- | ------------------------------------------- | ---------------- | ---------------- | ------------------------------------------------ | ---- |
| 10 agosto 2016  | Kono mune ni saku mono (この胸に咲くもの?)  | ?                | ?                | Singolo: Kono mune ni saku mono                  |      |
| 10 agosto 2016  | Late Show ( レイトショー?)                  | ?                | ?                | Singolo: Kono mune ni saku mono                  |      |
| 10 agosto 2016  | My Dream                                    | ?                | ?                | Singolo: Kono mune ni saku mono                  |      |
| 10 agosto 2016  | Dream Treasure                              | ?                | ?                | Singolo: Kono mune ni saku mono                  |      |
| 1 ottobre 2018  | Hoshikuzu no raburetā (星くずのラブレター?) | Hideki Mitsui    | art              | Singolo: Hoshikuzu no raburetā                   |      |
| 1 ottobre 2018  | Hyakkaryōran (百花繚乱?)                    | Takako Ohta      | art              | Singolo: Hoshikuzu no raburetā                   |      |
| 29 aprile 2020  | Rina (リナ?)                                | ?                | ?                | Tokuma Japan Years 1983-1989 CD&DVD Complete Box |      |
| 20 ottobre 2021 | Dai koi ai β (大・恋・愛 β?)                | Inozume Dongfeng | Inozume Dongfeng | Voice of Angel                                   |      |
| 20 ottobre 2021 | Mahō β (魔法 β?)                            | Inozume Dongfeng | Inozume Dongfeng | Voice of Angel                                   |      |